# کاریس هاوکینز
کاریس هاوکینز (انگلیسی: Carys Hawkins؛ زادهٔ ۲۹ august ۱۹۸۸ (۳۶ سال)) بازیکن فوتبال اهل بریتانیا است.
از باشگاه‌هایی که در آن بازی کرده‌است می‌توان به باشگاه فوتبال فیلکیر اشاره کرد.
وی همچنین در تیم ملی فوتبال زنان ولز بازی کرده‌است.